# Житні Гори
Жи́тні Гори — село в Рокитнянській селищній громаді Білоцерківського району Київської області України. Населення становить 2347 осіб.

## Історія
Село Житні Гори належало до білоцерківських володінь польського шляхетського роду Браницьких. За даними Географічного словника Королівства Польського у 1790 році в селі мешкало 616 осіб, у 1863 році — 1351, а наприкінці XIX ст. — вже 2264 особи.
Поблизу села знайдено неолітичне поселення дніпро-донецької культури.
За адміністративно-територіальним устроєм XVIII ст. село Житні Гори відносилося до Київського воєв., з 1797 р. Васильківського пов. Київської губ.
Володимир Вільний написав книгу "Житні гори".

## Населення

### Мова
Розподіл населення за рідною мовою за даними перепису 2001 року:
| Мова       | Кількість | Відсоток |
| ---------- | --------- | -------- |
| українська | 2336      | 99.53%   |
| російська  | 7         | 0.30%    |
| румунська  | 2         | 0.09%    |
| білоруська | 1         | 0.04%    |
| вірменська | 1         | 0.04%    |
| Усього     | 2347      | 100%     |

## Цікаві місця

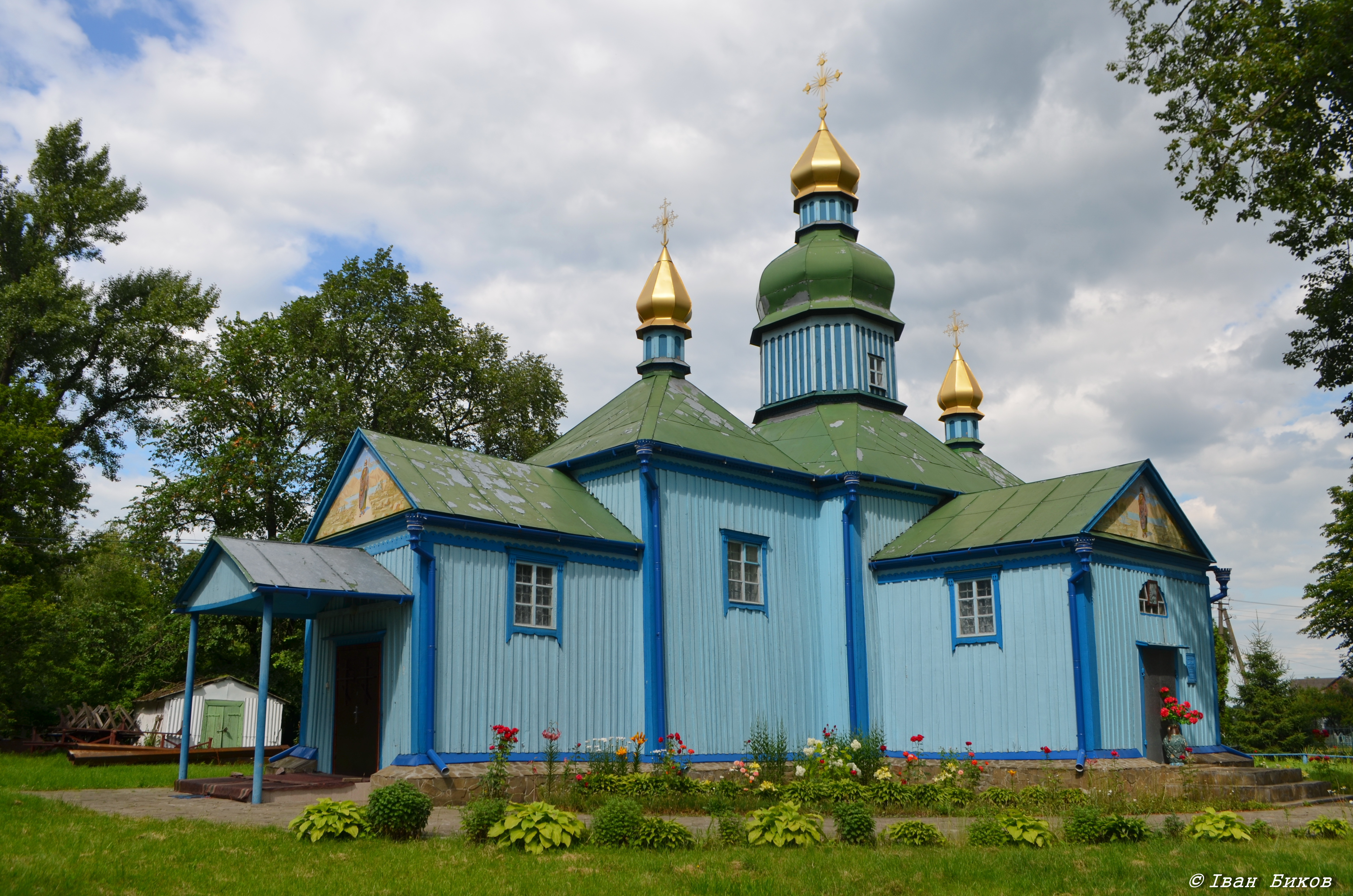
Житні Гори. Церква Йосипа Обручника. 1756 р.

Пам'яткою архітектури є дерев'яна церква Йосипа Обручника, розташована в центрі села. Церква зведена у 1756 році, спершу була трьохзрубовою з однією світловою та двома декоративними банями. У 1854 році до неї були добудовані бічні приділи та притвор. В інтер'єрі храму збереглися розписи XIX століття.
Метричні книги, клірові відомості, сповідні розписи церкви св. Йосипа с. Житні Гори XVIII ст. — Київського воєв., з 1797 р. Васильківського пов. Київської губ.; ХІХ ст. — Рокитнянської волості Васильківського пов. Київської губ. зберігаються в ЦДІАК України http://cdiak.archives.gov.ua/baza_geog_pok/church/zhyt_004.xml [Архівовано 14 грудня 2018 у Wayback Machine.]
Нині церковна громада Церква праведного Іосифа Обручника належить до юрисдикції Рокитнянського благочиння Білоцерківської єпархії Української православної церкви Московського Патріархату.

## Видатні уродженці
- Коваленко Михайло Васильович український радянський компартійний діяч, один із трьох засновників Аграрної партії України . В 1996 році заснував партію разом з Зубцем Михайло Васильовичем та Гладій Михайло Васильовичем
- Коваленко Микола Митрофанович — Народний депутат України 1-го скликання.
- Лісовенко Василь Трохимович — український радянський компартійний діяч, депутат Верховної Ради України І скликання. Член ЦК КПУ в 1990—1991 р. Секретар ЦК КПУ, член Політбюро ЦК КПУ у травні-серпні 1991 року.
- Лісовенко Віталій Васильович — український економіст, заступник Міністра фінансів України.
- Танчик Семен Петрович — доктор сільськогосподарських наук, професор, член-кореспондент УААН, директор НДІ агротехнологій та якості продукції рослинництва. Дата народження: 27 березня 1951 р.
- Базис Микола Федорович — кандидат економічних наук, професор, академік Міжнародної Кадрової Академії, «Заслужений економіст України», нагороджений почесним знаком «Відмінник освіти України» та відзнакою МВС України «За сприяння органам внутрішніх справ України».
- Островський Олександр Олександрович (1964—2014) — солдат МВС України, учасник російсько-української війни.
- Самар Ольга Андріївна (* 1978) — українська художниця.